# Rhyacophila pichaca
Rhyacophila pichaca là một loài Trichoptera trong họ Rhyacophilidae. Chúng phân bố ở miền Tân bắc.